# Arkadiusz Pacholski

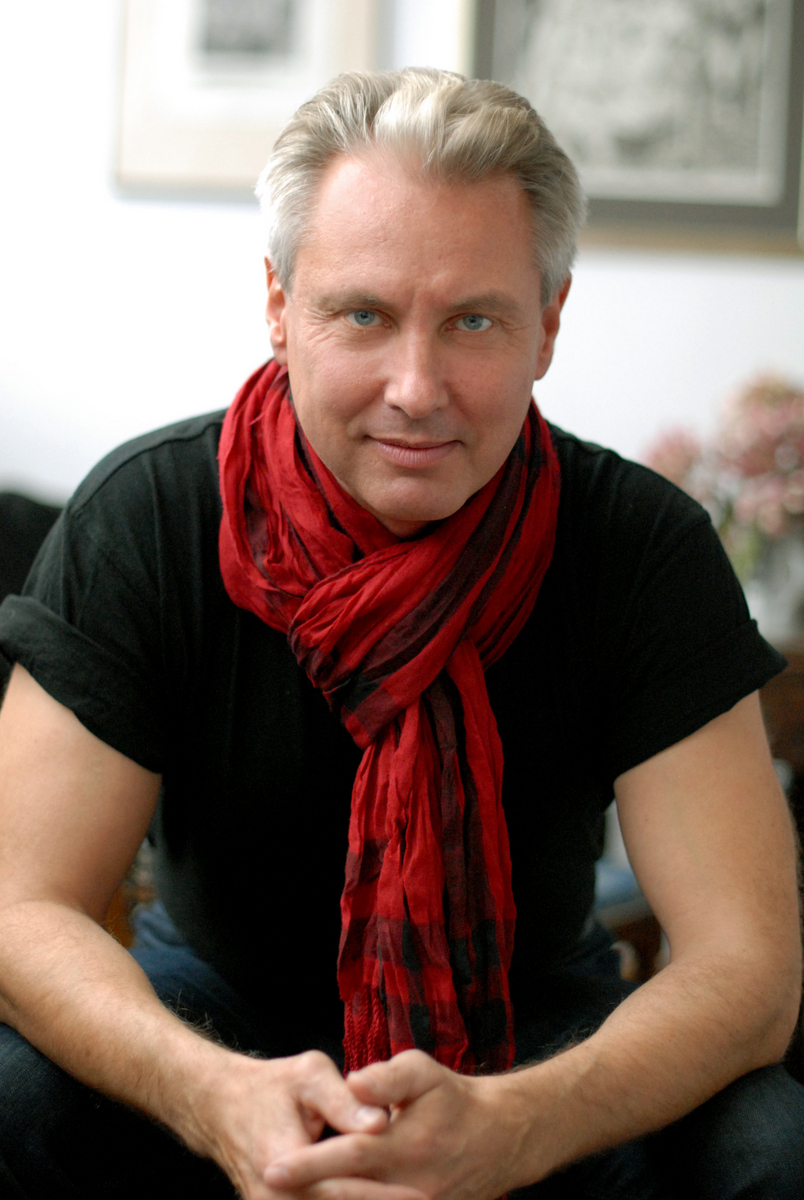
Arkadiusz Pacholski 2016. Foto: Picasa

Arkadiusz Pacholski (* 1964 in Kalisz, Polen; † 11. Januar 2021 ebenda) war ein polnischer Journalist, Stadtaktivist, Kulturmanager, Filmemacher und Schriftsteller.

## Ausbildung
Arkadiusz Pacholski studierte ab 1983 an der Universität Breslau (poln. Wroclaw) Geschichte. Seine Magisterarbeit von 1989 hat den Titel Rosyjski dwór szlachecki w XIX i na początku XX wieku (dt. „Das Russische Herrenhaus im 19. und frühen 20. Jahrhundert“).

## Journalist und Schriftsteller
Ab 1986 veröffentlichte Pacholski zahlreiche Artikel in Literatur- und Kulturzeitschriften, wie Twórczości (dt. „Kreativität“), Literatura (dt. „Literatur“), Kwartalnik Artystyczny (dt. „Vierteljahreszeitschrift für Kunst“), Kultura (dt. „Kultur“), Midrasz (polnischsprachige Zeitschrift für jüdische Literatur und Kultur) und Nowe Książki (dt. „Neue Bücher“). Ab 1990 arbeitete er als Journalist für regionale Magazine und das polnische Fernsehen. In der Zeitschrift Gazeta Wyborcza (dt. „Wahlzeitung“) veröffentlichte er Artikel wie Jak Polak zhańbił Polaka (dt. „Wie ein Pole einen Polen entehrte“), Chata wuja Chama (dt. „Onkel Chams Hütte“), Samochodoza polonika (dt. A„uto Polonika“), Modernizacja zacofania (dt. „Modernisierung der Rückständigkeit“). In der Monatszeitschrift Architektura & Biznes (dt. „Architektur und Business“) veröffentlichte er Artikel wie Dotyk (dt. „Berühren Sie)“, Wzrok i słuch najlepszym projektantem nowoczesnego chodnika (dt. „Sehen und hören Sie den besten modernen Bürgersteig-Designer“).
Arkadiusz Pacholski war Gründer und Präsident der Stowarzyszenia Kalisz Literacki (dt. „Literatur-Gesellschaft Kalisz“). Er war Mitbegründer und erster Präsident der stowarzyszenia Rowerem do Nowoczesności (dt. „Vereinigung Mit dem Fahrrad in die Moderne“). Er war Autor der Zeitschrift Standardów dla projektantów (dt. „Standards für Designer“). 
Schließlich arbeitete er auch als Bauunternehmer und Manager von Fußgängerinfrastrukturen, die 2016 von der Stadt Kalisz umgesetzt wurden. Pacholski war Initiator und Kurator von Kunst-Projekten wie Bekanntmachungen 1914 – 1918 und Sztuka w oknie (dt. „Kunst im Fenster“).
Ein wichtiges literarisches Werk ist der 2011 in Polen erschienene Roman Niemra (dt. „Deutsche“). Er führt eine Reihe unterschiedlicher Charaktere während des II. Weltkriegs zusammen: eine mutige Polin, einen volksdeutschen Antiquar, einen Russisch-Professor, einen jungen polnischen Soldater, der auf der Seite des „Dritten Reiches“ kämpft, ein Maler und Liebhaber schöner Frauen und eine atemberaubend schöne Jüdin. Pacholski arbeitete ein komplexes Beziehungsgeflecht in schwierigen Zeiten aus.
Arkadiusz Pacholski wurde am 11. Januar 2021 tot in seiner Wohnung aufgefunden.

## Publikationen

### Essays
- Pochwała stworzenia. Eseje i gawędy (dt. „Lob der Schöpfung.“) Essays und  Erzählungen. 1998.[3]
- Myślenie ma przeszłość, cykliczna audycja autorska emitowana w latach (dt. „Blick aus dem Dachfenster. Neue Essays und Geschichten“). 1999.
- Brulion paryski (dt. „Pariser Notizbuch“). 2000.
- Krajobraz z czerwonym słońcem („Landschaft mit roter Sonne“). 2001.
- Domowe zapasy („Home Wrestling“), 2003.

### Romane
- Lśnienie nad głębiną (dt. „Über der Tiefe leuchten“). 2003.
- Nikt z rodziny (dt. „Polnische Chroniken 1. Keiner aus der Familie“). 2005.[3]
- Człowiek o stu twarzach (dt. „Polnische Chroniken 2. Der Mann mit den hundert Gesichtern“). 2006.[3]
- Niemra (dt. „Deutsche“). 2011.
- Leuchtet über der Tiefe.

### Dokumentarfilme
- Niepokoje końca tysiąclecia (dt. „Die Unruhe am Ende des Jahrtausends“). Sendereihe, die in den Jahren 1993–1995 im zweiten Kanal des polnischen Fernsehens ausgestrahlt wurde.
- Myślenie ma przeszłość (dt. „Denken hat eine Vergangenheit“). Eine Sendereihe, die 1995–1996 im zweiten Kanal des polnischen Fernsehen ausgestrahlt wurde.
- Kaliskie Archiwum Filmowe i Archiwum Filmowe Wielkopolski PołudniowejKalisz. „Filmarchiv von Kalisz und Filmarchiv des südlichen Großpolen“. 2013–2015.
- Cycling in a Polish Car City (dt. „Radfahren in einer polnischen Autostadt“). Kurzfilm. 2015.[8]
- Moi rodzice podpisali Volksliste (dt. „Meine Eltern haben die Volksliste unterschrieben“). Materialien zu einem Dokumentarfilm, 2015.

## Auszeichnungen
- 1998: Literaturpreis der Władysław-Stiftung Warschau für den Erzählband Lob der Schöpfung.[3]
- 1998: Literaturpreis der Nelly-Turzański-Stiftung Toronto für den Erzählband Lob der Schöpfung.[3]
- 1999: Literaturpreis der Kościelski-Stiftung Genf für den Erzählband Blick aus dem Dachfenster.[3]
- 2000: Präsenz-Stipendium im Stuttgarter Schriftstellerhaus.
- 2012: Nominierung für den Angelus Literaturpreis
- 2015: Zweiter Preis in der Kategorie Seminar auf der Internationalen Architekturbiennale in Krakau.